# Mezinárodní letiště Newark Liberty
Mezinárodní letiště Newark Liberty (IATA: EWR, ICAO: KEWR, FAA LID: EWR) je mezinárodní letiště ve státě New Jersey v USA. Je asi 24 km jihozápadně od Manhattanu v New Yorku. Je společně vlastněno městy Newark a Elisabeth a provozuje je Přístavní úřad New Yorku a New Jersey, který také řídí další velká letiště v New Yorku - Mezinárodní letiště Johna F. Kennedyho a Letiště LaGuardia. Newark je desáté nejvytíženější letiště ve Spojených státech.
V roce 2008 letiště Newark odbavilo přes 35,4 milionu cestujících (pro srovnání: letiště JFK 47,8 milionu a LaGuardia 23,1 milionu). Celkem asi 107 milionu cestujících použilo letiště v New Yorku v roce 2008, takže New York je z hlediska počtu pasažérů nejrušnější vzdušný přístav v USA a druhý nejrušnější na světě po Londýně.

## Historie
Letiště Newark bylo první hlavní letiště ve Spojených státech, bylo otevřeno 1. října 1928. Během druhé světové války bylo uzavřeno pro civilní dopravu a převzala jej armáda USA.
Přístavní úřad New Yorku a New Jersey převzal letiště v roce 1948 a zásadně investoval do letištní infrastruktury otevřením nové dráhy a hangárů a rekonstrukce letištního terminálu. Letecká doprava byla obnovena téhož roku.